# Fundación Hábitat & Desarrollo
La Fundación Hábitat & Desarrollo es una entidad civil de la Argentina, sin fines de lucro, que tiene entre sus objetivos velar por un desarrollo sustentable de la Argentina en armonía con su naturaleza nativa y la protección de la misma, para el beneficio y disfrute de las generaciones actuales y futuras. Desde 1994 esta entidad es miembro de la Unión Internacional para la Conservación de la Naturaleza (UICN), la institución ambientalista global más grande y antigua del mundo. Además de estar asociada al Departamento de Información Pública de las Naciones Unidas (CINU). Esta ONG ambientalista se financia mediante el aporte económico del volumen societario, el cual está compuesto tanto por miembros individuales como empresariales.

## Historia
La fundación fue creada el 1 de julio de 1992 en la ciudad de ciudad de Santa Fe, en el nordeste de la Argentina, como resultado de las inquietudes de un grupo de jóvenes estudiantes santafesinos preocupados por la naturaleza, entre los que se encontraban Pablo Tabares y Javier Alvarez, motivados por la Cumbre de la Tierra realizada en Río de Janeiro, Brasil en junio de ese año.

## Generalidades
Su misión es desarrollar iniciativas para conservar a perpetuidad el patrimonio biológico del país, mediante la conservación de los sitios con mayor biodiversidad, o los que contengan especies únicas, endemismos, etc.
Uno de los roles principales es estimular la participación del sector privado en la responsabilidad de emprender proyectos de conservación, como complemento con la labor que atañe al estado. 
La visión de la fundación es generar una población argentina que disfrute de la naturaleza, que se comprometa a cuidarla para ellos y los que vendrán. 
No se opone al aprovechamiento de los recursos naturales, pero este uso sólo debe permitirse sobre la base de una utilización racional sobre la base de estrictos estudios y análisis de sustentabilidad, sin excesos o abusos de sobreexplotación que pongan en peligro las especies o el volumen de sus poblaciones afectando la viabilidad económica de su utilización en el futuro. 
Esta fundación crea, desarrolla y ejecuta proyectos para lograr estos fines actuando de manera independiente o, más frecuentemente, de manera conjunta con organizaciones sociales, universidades (en especial la Universidad Nacional del Litoral), estudiantes, otras ONG, productores agropecuarios, pobladores locales, empresas privadas, funcionarios del estado y entes gubernamentales de diversa índole, desde organismos municipales, como provinciales y nacionales.
Desde el 4 de noviembre de 1994 cuenta con personería jurídica, por la resolución Nº 672 del expediente 21753.
Posee una nutrida biblioteca, la que se encuentra situada en el tercer piso del edificio de la Ciudad Universitaria de la Universidad Nacional del Litoral, de la ciudad de Santa Fe.

## Unidades de conservación que administra
Esta fundación es la administradora de una red de áreas de conservación de variado dominio jurisdiccional denominada “Red Hábitat de Reservas Naturales”. Para mediados del año 2014, sumando las de carácter público con las privadas (reservas naturales privadas), la integraban 25 áreas protegidas, que se desarrollaban sobre 8 provincias. De manera paralela, se vincula estrechamente con el desarrollo del parque nacional Islas de Santa Fe, unidad correspondiente a la Administración de Parques Nacionales creada gracias a una propuesta de esta ONG), y con la reserva ecológica de la Ciudad Universitaria UNL.

## Equipo de trabajo
La estructura de trabajo se compone de:
- Presidente (Fernando Ardura, a mediados de 2014)
- Vicepresidente
- Consejero
- Director Ejecutivo
- Coordinador de Proyectos de Conservación
- Secretaria de la Oficina Nacional
- Asistente Proyectos de Conservación
- Coordinador de la Oficina Santa Fe
- Coordinador de proyectos Ambientales
- Coordinador de proyectos de Conservación y Turismo - Oficina Sede Santa Fe
- Administrador y Tesorero
- Guardaparque de la reserva ecológica Ciudad Universitaria UNL- Costanera Este
- Encargado de Campo de las reservas Monte Loayza y Cañadón del Duraznillo
- Asesores de Proyectos

### Oficinas
A mediados de 2014 contaba con 4 oficinas:
Oficina Buenos Aires
Es la oficina nacional de la fundación, y se ubica en la ciudad de Buenos Aires, en la calle Maipú 645 - Planta Baja - 2º Cuerpo - Of. 2 (en el edificio de la Cámara Argentina de Comercio).
Oficina Santa Fe
Es la sede de la fundación, y se encuentra en la ciudad de Santa Fe (capital de la provincia homónima), en la calle Aristóbulo del Valle 5013.
Oficina Centro de Visitantes Santa Fe
Se halla en la reserva ecológica de la Ciudad Universitaria UNL, sobre la Costanera Este de la ciudad de Santa Fe.
Oficina Puerto Deseado - Santa Cruz
En la ciudad patagónica de Puerto Deseado (provincia de Santa Cruz) en la calle Patagonia 720.

## Publicaciones
Revistas
Desde el año 1998 y hasta el 2001 publicó la revista Hábitat & Desarrollo.
Libros
- "En extinción" (junto al doctor Martín de la Peña),
- "Guía de Campo sobre Nidos y Huevos de Aves argentinas" (junto al doctor Martín de la Peña),
- "Guía de Peces, Anfibios, Reptiles y Mamíferos del Litoral Argentino" (junto al doctor Martín de la Peña),
- "Los Mamíferos de la Argentina y la región austral de Sudamérica"
- "Guía de Árboles y Arbustos del Chaco Húmedo",
- "Guía de Aves del Chaco Húmedo"
- "Los presupuestos mínimos para la protección ambiental y la actividad agropecuaria. Herramientas Jurídicas para el desarrollo sustentable".
- "Reservas Naturales - Acciones voluntarias de conservación en tierras forestales".
- "Mariposas porteñas".

Mapas
- "Mapa del Gran Chaco Americano Nº. 4 (publicado con el apoyo de la agencia de cooperación alemana GTZ y en conjunto a otras ONG)

Cartillas desplegables
- "Plantas del Chaco Húmedo" (en conjunto con la Fundación Moisés Bertoni, Guyrá Paraguay y el Natural History Museum de Londres);
- "Aves del Chaco Húmedo" (en conjunto con la Fundación Moisés Bertoni, Guyrá Paraguay y el Natural History Museum de Londres).

Boletines electrónicos
Desde mayo de 2003, la fundación también desarrolla y edita un boletín electrónico.